# Singapura nos Jogos Olímpicos de Verão de 2020
Singapura participou nos Jogos Olímpicos de Verão de 2020, em Tóquio, que ocorreu entre os dias 23 de julho a 8 de agosto de 2021. O país levou ao Japão 23 atletas, sendo 17 mulheres e 6 homens, que disputarão 11 esportes no total. Singapura já participou de outras 16 edições dos Jogos Olímpicos de Verão, a primeira sendo em 1948.

## Competidores
| Esporte            | Masculino | Feminino | Total |
| ------------------ | --------- | -------- | ----- |
| Atletismo          | 0         | 1        | 1     |
| Badminton          | 1         | 1        | 2     |
| Esgrima            | 0         | 2        | 2     |
| Ginástica          | 0         | 1        | 1     |
| Hipismo            | 0         | 1        | 1     |
| Natação            | 2         | 2        | 4     |
| Remo               | 0         | 1        | 1     |
| Saltos ornamentais | 1         | 1        | 2     |
| Tênis de mesa      | 1         | 3        | 4     |
| Tiro               | 0         | 1        | 1     |
| Vela               | 1         | 3        | 4     |
| Total              | 6         | 17       | 23    |

## Atletismo
Feminino
Pista e estrada
| Atleta                  | Evento     | Primeira fase | Primeira fase | Quartas-de-final | Quartas-de-final | Semifinal | Semifinal | Final     | Final |
| Atleta                  | Evento     | Resultado     | Pos.          | Resultado        | Pos.             | Resultado | Pos.      | Resultado | Pos.  |
| ----------------------- | ---------- | ------------- | ------------- | ---------------- | ---------------- | --------- | --------- | --------- | ----- |
| Veronica Shanti Pereira | 200 metros |               |               | —                | —                |           |           |           |       |

## Badminton
Masculino
| Atleta       | Evento               | Fase de Grupos       | Fase de Grupos       | Fase de Grupos | Eliminação           | Quartas              | Semifinal            | Final                |
| Atleta       | Evento               | Adversário resultado | Adversário resultado | Pos.           | Adversário resultado | Adversário resultado | Adversário resultado | Adversário resultado |
| ------------ | -------------------- | -------------------- | -------------------- | -------------- | -------------------- | -------------------- | -------------------- | -------------------- |
| Loh Kean Yew | Individual masculino | INA Christie         | OAR Mahmoud          |                |                      |                      |                      |                      |

Feminino
| Atleta      | Evento               | Fase de Grupos       | Fase de Grupos       | Fase de Grupos | Eliminação           | Quartas              | Semifinal            | Final                |
| Atleta      | Evento               | Adversário resultado | Adversário resultado | Pos.           | Adversário resultado | Adversário resultado | Adversário resultado | Adversário resultado |
| ----------- | -------------------- | -------------------- | -------------------- | -------------- | -------------------- | -------------------- | -------------------- | -------------------- |
| Yeo Jia Min | Individual masculino | KOR Kim              | MEX Gaitan           |                |                      |                      |                      |                      |

## Esgrima
Feminino
| Atleta         | Evento             | Fase de 64           | Fase de 32           | Oitavas de final     | Quartas de final     | Semifinais           | Final                | Final       |             |
| Atleta         | Evento             | Adversário resultado | Adversário resultado | Adversário resultado | Adversário resultado | Adversário resultado | Adversário resultado | Pos.        |             |
| -------------- | ------------------ | -------------------- | -------------------- | -------------------- | -------------------- | -------------------- | -------------------- | ----------- | ----------- |
| Kiria Tikanah  | Espada individual  | HKG Lin V 15-11      | ROM Popescu D 10-15  | Não avançou          | Não avançou          | Não avançou          | Não avançou          | Não avançou | Não avançou |
| Amita Berthier | Florete individual | Bye                  | USA Kiefer D 4-15    | Não avançou          | Não avançou          | Não avançou          | Não avançou          | Não avançou | Não avançou |

## Ginástica

### Ginástica Artística
Feminino
Individual
| Atleta     | Evento | Qualificação | Qualificação | Qualificação | Qualificação | Qualificação | Qualificação | Final       | Final       | Final       | Final       | Final       | Final       | Final         | Final         |
| Atleta     | Evento | Aparelho     | Aparelho     | Aparelho     | Aparelho     | Total        | Posição      | Aparelho    | Aparelho    | Aparelho    | Aparelho    | Aparelho    | Aparelho    | Classificação | Classificação |
| Atleta     | Evento | SM           | BA           | Tr           | So           | Total        | Posição      | Total       | Pos.        | SM          | BA          | Tr          | So          | Total         | Pos.          |
| ---------- | ------ | ------------ | ------------ | ------------ | ------------ | ------------ | ------------ | ----------- | ----------- | ----------- | ----------- | ----------- | ----------- | ------------- | ------------- |
| Tan Sze En | Solo   | n/a          | 11.033       | n/a          | 11.833       | 22.866       | N/A          | Não avançou | Não avançou | Não avançou | Não avançou | Não avançou | Não avançou | Não avançou   | Não avançou   |

## Hipismo

### Adestramento
| Atleta        | Cavalo  | Evento                  | Grand Prix | Grand Prix | Grand Prix Special | Grand Prix Special | Grand Prix Freestyle | Grand Prix Freestyle | Total       | Total       |
| Atleta        | Cavalo  | Evento                  | Pontos     | Pos.       | Pontos             | Pos.               | Técnico              | Artístico            | Pontos      | Pos.        |
| ------------- | ------- | ----------------------- | ---------- | ---------- | ------------------ | ------------------ | -------------------- | -------------------- | ----------- | ----------- |
| Caroline Chew | Tribani | Adestramento individual | Eliminado  | Eliminado  | Não avançou        | Não avançou        | Não avançou          | Não avançou          | Não avançou | Não avançou |

## Natação
Masculino
| Atleta           | Evento          | Eliminatórias | Eliminatórias | Semifinal   | Semifinal   | Final       | Final       |
| Atleta           | Evento          | Tempo         | Pos.          | Tempo       | Pos.        | Tempo       | Pos.        |
| ---------------- | --------------- | ------------- | ------------- | ----------- | ----------- | ----------- | ----------- |
| Quah Zheng Wen   | 100 m costas    | 53:94         | 22            | Não avançou | Não avançou | Não avançou | Não avançou |
| Quah Zheng Wen   | 100 m borboleta |               |               |             |             |             |             |
| Quah Zheng Wen   | 200 m borboleta |               |               |             |             |             |             |
| Joseph Schooling | 100 m borboleta |               |               |             |             |             |             |
| Joseph Schooling | 100 m livre     |               |               |             |             |             |             |

Feminino
| Atleta        | Evento      | Eliminatórias | Eliminatórias | Semifinal | Semifinal | Final | Final |
| Atleta        | Evento      | Tempo         | Pos.          | Tempo     | Pos.      | Tempo | Pos.  |
| ------------- | ----------- | ------------- | ------------- | --------- | --------- | ----- | ----- |
| Chantal Liew  | 10 km       | n/a           | n/a           | n/a       | n/a       |       |       |
| Quah Ting Wen | 50 m livre  |               |               |           |           |       |       |
| Quah Ting Wen | 100 m livre |               |               |           |           |       |       |

## Remo
Feminino
| Equipe   | Evento        | Eliminatórias | Eliminatórias | Repescagem | Repescagem | Quartas-de-final | Quartas-de-final | Semifinal | Semifinal | Final | Final   | Colocação Final |
| Equipe   | Evento        | Tempo         | Posição       | Tempo      | Posição    | Tempo            | Posição          | Tempo     | Posição   | Tempo | Posição | Colocação Final |
| -------- | ------------- | ------------- | ------------- | ---------- | ---------- | ---------------- | ---------------- | --------- | --------- | ----- | ------- | --------------- |
| Joan Poh | Skiff simples | 8:31.012      | 6 R           | 8:40.06    | 4SE/F      | Bye              | Bye              | 8:47.77   | 3FE       |       |         |                 |

## Saltos ornamentais
Masculino
| Atleta        | Evento                     | Preliminares | Preliminares | Semifinal | Semifinal | Final  | Final |
| Atleta        | Evento                     | Pontos       | Pos.         | Pontos    | Pos.      | Pontos | Pos.  |
| ------------- | -------------------------- | ------------ | ------------ | --------- | --------- | ------ | ----- |
| Jonathan Chan | Plataforma 10 m individual |              |              |           |           |        |       |

Feminino
| Atleta     | Evento                     | Preliminares | Preliminares | Semifinal | Semifinal | Final  | Final |
| Atleta     | Evento                     | Pontos       | Pos.         | Pontos    | Pos.      | Pontos | Pos.  |
| ---------- | -------------------------- | ------------ | ------------ | --------- | --------- | ------ | ----- |
| Freida Lim | Plataforma 10 m individual |              |              |           |           |        |       |

## Tênis de mesa
Masculino
| Atleta        | Evento  | Preliminar           | Rodada 1             | Rodada 2             | Rodada 3             | Oitavas              | Quartas              | Semifinal            | Final                | Final       |
| Atleta        | Evento  | Adversário resultado | Adversário resultado | Adversário resultado | Adversário resultado | Adversário resultado | Adversário resultado | Adversário resultado | Adversário resultado | Pos.        |
| ------------- | ------- | -------------------- | -------------------- | -------------------- | -------------------- | -------------------- | -------------------- | -------------------- | -------------------- | ----------- |
| Clarence Chew | Simples | Bye                  | SEN Diaw V 4-2       | AUT Habesohn D 1-4   | Não avançou          | Não avançou          | Não avançou          | Não avançou          | Não avançou          | Não avançou |

Feminino
| Atleta                        | Evento  | Preliminar           | Rodada 1             | Rodada 2             | Rodada 3             | Oitavas              | Quartas              | Semifinal            | Final                | Final |
| Atleta                        | Evento  | Adversário resultado | Adversário resultado | Adversário resultado | Adversário resultado | Adversário resultado | Adversário resultado | Adversário resultado | Adversário resultado | Pos.  |
| ----------------------------- | ------- | -------------------- | -------------------- | -------------------- | -------------------- | -------------------- | -------------------- | -------------------- | -------------------- | ----- |
| Feng Tianwei                  | Simples | Bye                  | Bye                  | Bye                  | ESP M Xiao V 4-1     |                      |                      |                      |                      |       |
| Yu Mengyu                     | Simples | Bye                  | Bye                  | POR Shao V 4-0       | TPE Cheng            |                      |                      |                      |                      |       |
| Feng Tianwei Lin Ye Yu Mengyu | Equipes | n/a                  | n/a                  | n/a                  | n/a                  |                      |                      |                      |                      |       |

## Tiro
Feminino
| Atleta    | Evento              | Qualificação | Qualificação | Final       | Final       |
| Atleta    | Evento              | Pontos       | Pos.         | Pontos      | Pos.        |
| --------- | ------------------- | ------------ | ------------ | ----------- | ----------- |
| Adele Tan | Carabina de ar 10 m | 625.3        | 21           | Não avançou | Não avançou |

## Vela
Masculino
| Atleta  | Evento | Regata | Regata | Regata | Regata | Regata | Regata | Regata | Regata | Regata | Regata | Regata | Regata | Regata | Pontos | Posição |
| Atleta  | Evento | 1      | 2      | 3      | 4      | 5      | 6      | 7      | 8      | 9      | 10     | 11     | 12     | M      | Pontos | Posição |
| ------- | ------ | ------ | ------ | ------ | ------ | ------ | ------ | ------ | ------ | ------ | ------ | ------ | ------ | ------ | ------ | ------- |
| Ryan Lo | Laser  | 18     | 15     |        |        |        |        |        |        |        |        | n/a    | n/a    |        |        |         |

Feminino
| Atleta                   | Evento  | Regata | Regata | Regata | Regata | Regata | Regata | Regata | Regata | Regata | Regata | Regata | Regata | Regata | Pontos | Posição |
| Atleta                   | Evento  | 1      | 2      | 3      | 4      | 5      | 6      | 7      | 8      | 9      | 10     | 11     | 12     | M      | Pontos | Posição |
| ------------------------ | ------- | ------ | ------ | ------ | ------ | ------ | ------ | ------ | ------ | ------ | ------ | ------ | ------ | ------ | ------ | ------- |
| Amanda Ng                | RS:X    | 22     | 17     | 20     |        |        |        |        |        |        |        |        |        |        |        |         |
| Kimberly Lim Cecilia Low | 49er FX |        |        |        |        |        |        |        |        |        |        |        |        |        |        |         |